# The Basement Tapes
The Basement Tapes is een album van Bob Dylan & The Band, opgenomen in 1967 maar pas uitgegeven in 1975. Het met Rick Danko geschreven nummer This Wheel's on Fire staat op plaats 17 en Million Dollar Bash op plaats 59 van Rolling Stone's lijst van 100 beste Dylannummers.

## Geschiedenis

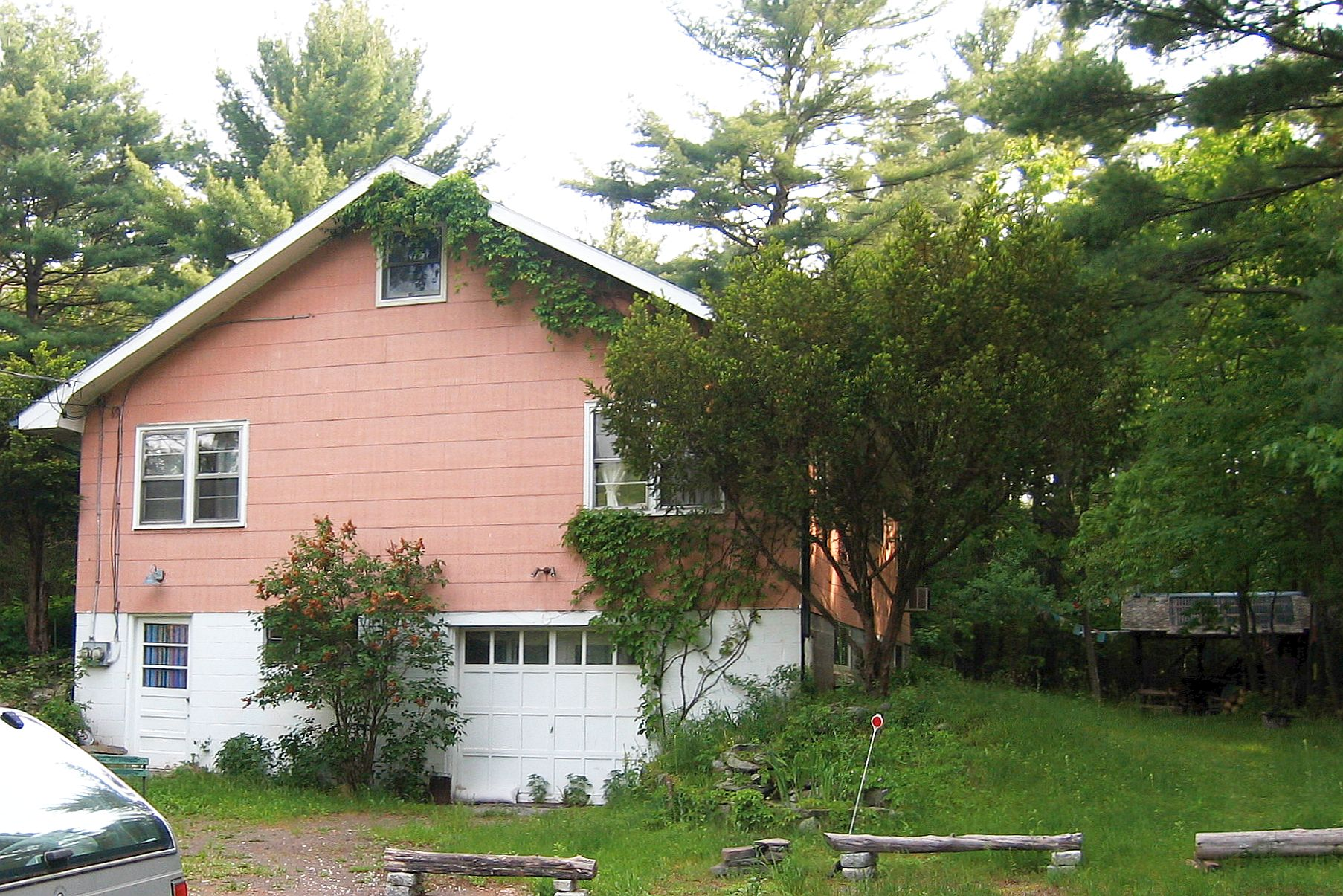
Big Pink, het huis in West Saugerties waar de Basement Tapes werden opgenomen.

Veel van de nummers op het album hadden al een legendarische status verworven lang voordat het album officieel werd uitgebracht, als bootlegs of in coverversies van The Band, The Byrds of andere artiesten. De opnames gebeurden vlak na de veel besproken wereldtour die Bob Dylan met The Band als begeleidingsband (toen nog "The Hawks" genoemd) ondernam in 1965-1966. Om te herstellen van een motorongeluk trok Dylan zich terug in West Saugerties in Woodstock (New York), waar leden van The Hawks het huis Big Pink hadden gehuurd. In de kelder van dat huis namen Dylan en zijn begeleidingsband in totaal meer dan honderd nummers op, waaronder covers van contemporaine hits, nieuwe interpretaties van traditionele liederen en veel nieuw geschreven materiaal. De vier Canadese leden van The Hawks - Rick Danko, Garth Hudson en Richard Manuel die Big Pink bewoonden, en Robbie Robertson - namen deel aan alle sessies, bespeelden vele instrumenten en leverden ook vocale bijdragen. De uit Arkansas afkomstige drummer-zanger Levon Helm voegde zich pas later weer bij zijn groep in Big Pink en is dus niet op alle nummers te horen.
Critici waren zeer lovend over het album. Het klom tot de zevende plaats in de Billboard 200. In het Verenigd Koninkrijk kwam het tot een achtste plaats. De jury van de Pazz & Jop Award, bestaande uit enkel professionele muziekcritici, verkoos The Basement Tapes tot het beste album van het jaar 1975. Ook de tweede plaats was voor Bob Dylan, met zijn soloplaat Blood on the Tracks.
Op het album is ook kritiek geweest, omdat de selectie uit de Basement Tapes nogal willekeurig is en er ook enkele later opgenomen nummers van The Band op voorkomen die niet tot de Basement-sessies behoren. De reden waarom dit 'officiële' album werd uitgebracht, is het feit dat in de jaren 1967-1975 het overgrote deel van het materiaal al was verschenen op bootlegs als Great White Wonder, Little White Wonder, Daddy Rolling Stone en vele andere. Columbia Records moest dus iets doen om ten minste een deel van de royalty's veilig te stellen. Ten slotte heeft Columbia in 2014 al het materiaal geordend, geremasterd en uitgebracht in een luxe 6cd-album met veel documentatie en foto's onder de titel The Bootleg Series Vol. 11: The Basement Tapes Complete.

## Tracks
Alle songs geschreven en gezongen door Bob Dylan, tenzij anders aangegeven.
1. Odds and Ends – 1:47
2. Orange Juice Blues (Blues for Breakfast) (R. Manuel) – 3:39. Zang: Richard Manuel
3. Million Dollar Bash – 2:32
4. Yazoo Street Scandal (J.R. Robertson) – 3:29. Zang: Levon Helm
5. Goin' to Acapulco – 5:27
6. Katie's Been Gone (R. Manuel, J.R. Robertson) – 2:46. Zang: Richard Manuel
7. Lo and Behold – 2:46
8. Bessie Smith (R. Danko, J.R. Robertson) – 4:18. Zang: Rick Danko, Robbie Robertson
9. Clothes Line Saga – 2:58
10. Apple Suckling Tree – 2:48
11. Please, Mrs. Henry – 2:33.
12. Tears of Rage (B. Dylan, R. Manuel) – 4:15
13. Too Much of Nothing – 3:04
14. Yea! Heavy and a Bottle of Bread – 2:15
15. Ain't No More Cane (traditional) – 3:58. Zang: Levon Helm, Robbie Robertson, Rick Danko, Richard Manuel
16. Crash on the Levee (Down in the Flood) – 2:04
17. Ruben Remus (R. Manuel, J.R. Robertson) – 3:16. Zang: Richard Manuel
18. Tiny Montgomery – 2:47
19. You Ain't Goin' Nowhere – 2:42
20. Don't Ya Tell Henry – 3:13. Zang: Levon Helm
21. Nothing Was Delivered – 4:23
22. Open the Door, Richard – 2:49
23. Long Distance Operator – 3:39. Zang: Richard Manuel
24. This Wheel's on Fire (R. Danko, B. Dylan) – 3:52

## Muzikanten
- Bob Dylan – akoestische gitaar, piano, zang
- Rick Danko – basgitaar, mandoline, zang
- Levon Helm – drums, mandoline, basgitaar, zang
- Garth Hudson – elektronisch orgel, clavinet, accordeon, tenorsaxofoon, piano
- Richard Manuel – piano, drums, mondharmonica, zang
- Robbie Robertson – elektrische gitaar, akoestische gitaar, drums, zang

## Discografische gegevens
Bob Dylan & The Band: The Basement Tapes, 76 min. 41 sec.
- Als dubbelelpee, Columbia 33682, 1975.
- Op compact disc (2 cd's): Columbia C2K-33682, Sony Mid-Price 4661372
- Als remastered cd's: Legacy 8869708229, 2009.